# Ketkovice
Ketkovice är en ort i Tjeckien.   Den ligger i regionen Södra Mähren, i den sydöstra delen av landet, 170 km sydost om huvudstaden Prag. Ketkovice ligger 433 meter över havet och antalet invånare är 606.
Terrängen runt Ketkovice är huvudsakligen platt, men den allra närmaste omgivningen är kuperad. Runt Ketkovice är det tätbefolkat, med 411 invånare per kvadratkilometer. Närmaste större samhälle är Zbýšov, 6,3 km öster om Ketkovice. I omgivningarna runt Ketkovice växer i huvudsak blandskog.